# Епархия Барранкабермехи

Герб епархии Барранкабермехи

Епархия Барранкабермехи (лат. Dioecesis Barrancabermeiensis) — епархия Римско-Католической церкви с центром в городе Барранкабермеха, Колумбия. Епархия Барранкабермехи входит в митрополию Букараманги. Кафедральным собором епархии Барранкабермехи является церковь Непорочного Зачатия Пресвятой Девы Марии.

## История
12 апреля 1928 года Римский папа Пий XI выпустил буллу «Dominici gregis regiminis», которой учредил апостольскую префектуру Рио-Магдалена, выделив её из епархий Нуэва-Памплоны (сегодня — Архиепархия Нуэва-Памплоны), Сокорро-и-Сан-Хиля и Санта-Марты.
18 апреля 1950 года Римский папа Пий XII выпустил буллу «Apostolicis sub plumbo», которой преобразовал апостольскую префектуру Рио-Магдалена в апостольский викариат Барранкабермехи.
26 октября 1962 года апостольский викариат передал часть своей территории для возведения новой епархии Оканьи. 27 октября 1962 года Римский папа Иоанн XXIII выпустил буллу «Divina Christi verba», которой преобразовал апостольский викарита Бурранкабермехи в епархию. В этот же день епархия Бурранкабермехи вошла в митрополию Нуэва-Памплоны.
14 декабря 1974 года епархия Бурранкабермехи вошла в митрополию Букараманги.
29 марта 1984 года епархия Барранкабермехи передала часть своей территории для возведения новой епархии Ла-Дорады-Гвадуаса.

## Ординарии епархии
- епископ Carlos Hilario Currea S.J.[1] (8.01.1929 — 1932);
- епископ Rafael Toro, S.J. (20.02.1932 — 20.05.1947);
- епископ Bernardo Arango Henao S.J. (1947 — 23.12.1983);
- епископ Juan Francisco Sarasti Jaramillo C.I.M. (23.12.1983 — 25.03.1993) — назначен архиепископом Ибаге;
- епископ Jaime Prieto Amaya (11.11.1993 — 1.12.2008) — назначен Епархия епископом Кукуты;
- епископ Camilo Fernando Castrellón Pizano S.D.B. (2.12.2009 — по настоящее время).

## Источник
- Annuario Pontificio, Libreria Editrice Vaticana, Città del Vaticano, 2003, ISBN 88-209-7422-3
- Булла Apostolicis sub plumbo, AAS 42 (1950), стр. 586  (лат.)
- Булла Divina Christi verba, AAS 55 (1963), стр. 928  (лат.)